# Morten Karlsen
Morten Karlsen (Copenhague, Dinamarca, 25 de marzo de 1979), exfutbolista y entrenador danés.

## Clubes

### Como futbolista
| Club             | País         | Año       |
| ---------------- | ------------ | --------- |
| B.93             | Dinamarca    | 1998-2002 |
| FC Zwolle        | Países Bajos | 2002-2004 |
| FC Nordsjælland  | Dinamarca    | 2004-2010 |
| Randers FC       | Dinamarca    | 2010      |
| Esbjerg fB       | Dinamarca    | 2011-2012 |
| Lyngby BK        | Dinamarca    | 2012-2013 |
| Lyngby BK        | Dinamarca    | 2013-2014 |
| FC Graesrödderne | Dinamarca    | 2016      |

### Como entrenador
| Club                 | País           | Año       |
| -------------------- | -------------- | --------- |
| FC Nordsjælland U-19 | Dinamarca      | 2014-2018 |
| HB Køge              | Dinamarca      | 2018-2019 |
| Orange County SC     | Estados Unidos | 2023-2024 |

## Palmarés
- Copa de Dinamarca: 2009/10.